# Ma belle amie
Ma belle amie is een lied dat geschreven is door Hans van Eijck (muziek) en Peter Tetteroo (tekst); uitgevoerd door Tee Set.
Het nummer ontstond in een periode dat Hans van Eijck vanwege de drukte met optredens even geen deel uit maakte van Tee Set. Bovendien lag hij in het ziekenhuis als gevolg van een verkeersongeluk. Hij schreef het lied tijdens zijn ziekbed en gaf het na een tip van den Vlaamse fan een Franse inslag mee. Tetteroo kwam op bezoek en probeerde Van Eijck weer over te halen om deel uit te maken van Tee Set. Niet iedereen was dol op het nummer; een reactie was: "Wat een rotnummer". Wanneer Van Eijck uit het ziekenhuis komt, betrekt Tee Set in mei 1969 de Soundpush Studio in Blaricum, een van de dan beste geoutilleerde geluidsstudio’s in Nederland. Peter Tetteroo (zang, muziekproducent), Hans Van Eijck (orgel, gitaar, arrangement), Dihl Bennink (gitaar), Franklin Madjid (basgitaar) en Joop Blom (drums) namen Ma belle amie op onder leiding van geluidstechnicus Dick Bakker. Ondanks dat de opnameapparatuur gemoderniseerd is, bevat het lied enkele onvolkomenheden. Zo is ergens “ja” te horen en ook het handgeklap voor het ritme te ondersteunen is niet geheel gelijk (het was achterop een brommer opgenomen). Tetteroo zou 25 jaar later zeggen dat die onvolkomenheden het juist een eigen karakter geven. Andere opvallende kenmerken volgens Tetteroo waren dat het wat rommelt en er veel ritmeverschuivingen zijn, hetgeen leidde tot een haast ondansbaar nummer.
Het lied werd samen met B-kant The angels coming (in the holy night) als single uitgebracht op 1 juni 1969 op het eigen platenlabel van Tee Set: Tee Set Records (catalogusnummer TS 1329) ondersteund door Negram. Een ondersteunende promotiefilmpje werd opgenomen in Delft.
De single is een van de zestien singles van Tee Set die de Nederlandse hitparade zou halen (gegevens Single Top 100). In de voorloper van de Single Top 100 de Hilversum 3 Top 30 staat Ma belle amie tien weken genoteerd met een piek op plaats 6. in de Nederlandse Top 40 haalde het diezelfde positie, maar dan in twaalf weken. Ma belle amie verkocht ook goed in Zwitserland (plaats 2 in 14 weken), Duitsland (plaats 8 in 10 weken), Vlaanderen (plaats 4 in 14 weken) en Wallonië (plaats 3 in 26 (!) weken). Voor Italië werd een Italiaanse versie opgenomen, de titel bleef ongewijzigd; Karel Gott nam een Tsjechische versie op met behoud van de originele titel.
Speciale vermelding verdienen de verkopen in Canada (plaats 3), Australië (plaats 3) en Nieuw-Zeeland (plaats 5). In de Verenigde Staten vocht het met Venus van shocking Blue en Little Green Bag van de George Baker Selection om de aandacht van de koper. Ma belle amie haalde twaalf weken de Billboard Hot 100 en raakte tot positie 5 en nog wel in een speciaal aangemaakte stereomix.
Er zouden van Ma belle amie rond de 2.000.000 exemplaren verkocht worden. Ma belle amie zou ook de titel zijn van hun muziekalbum.
Covers zijn er ook bekend van Ma belle amie; zo namen Ronnie Tober en Luc Steeno (onder de titel Jij maakt me blij) een versie op en er zijn instrumentale versies van Fausto Papetti en Terry Baxter.

## NPO Radio 2 Top 2000
| Nummer met noteringen in de NPO Radio 2 Top 2000 | '99  | '00  | '01  | '02  | '03  | '04 | '05  | '06  | '07 | '08  | '09  | '10  |
| ------------------------------------------------ | ---- | ---- | ---- | ---- | ---- | --- | ---- | ---- | --- | ---- | ---- | ---- |
| Ma Belle Amie                                    | 1948 | 1567 | 1820 | 1941 | 1799 | 674 | 1950 | 1331 | -   | 1678 | 1378 | 1772 |

1. ↑  Een '-' betekent dat het nummer niet was genoteerd en een vetgedrukt getal geeft de hoogste notering aan.
2. ↑  Deze tabel is bijgewerkt tot en met de laatste editie (2024).